# 94 TCN
Năm 94 TCN là một năm trong lịch Julius. 